# 鴻運女
《鴻運女》另譯《黃金藝妓的傳說》，是1990年的日本喜劇電影。伊丹電影公司製作、東寶出品。導演、編劇為伊丹十三，由宮本信子主演。
電影描寫能為愛上的男人帶來好運的「鴻運女」，和受藝妓左右命運的男人們的故事。此片使得成為日本當時火熱的流行語。「あげまん」（羅馬字：ageman）原本是風俗街的黑話，意思是運氣變好或改運，的漢字寫作，意為運氣、時運、因緣際會。後來被誤解為女性性器官的（羅馬字：manko）（另有說法認為原本就是從性器官黑話省略的），使有肉體關係的男性運氣變好的女性稱為，帶來厄運的女性則稱為（羅馬字：sageman）。

## 評價
《鴻運女》獲得日本電影金像獎4項提名：最佳導演（伊丹十三）、最佳女主角（宮本信子）、最佳編劇（伊丹十三）及最佳剪輯（鈴木晄）。
節目製作人浦谷年良認為《鴻運女》是伊丹在《女稅務員》的痛苦經歷後苦心鑽研好萊塢電影技巧，所拍成的伊丹流三幕劇代表作。有影評認為伊丹透過《鴻運女》反諷日本物化女性及批評爭權奪利的政商界。
導演北野武則認為七四子是，社長千金才是，當男主角鈴木在以為社長千金是時便開始衰敗，在故事最後只是糾結於七四子，已經毫無幫夫可言。藉由將女性捧為幫夫，慰藉夫妻之間的關係，而把責任轉嫁給他人。

## 故事簡介
七四子是名棄嬰，在美國國慶日那天被一對老夫婦撿到帶回撫養。長大後成為藝妓，被和尚多聞院看上納為妾小。結婚後和尚的地位步步高升，但不久後和尚過世，七四子成了上班婦女，與銀行職員的鈴木主水相識相戀，從此鈴木便不斷升遷。就這樣七四子驚人的幫夫運傳聞開來，卻因此被政商界的大人物給盯上。

## 演員
- 七四子 - 宮本信子
- 鈴木主水 - 津川雅彥
- 千千岩頭取 - 大瀧秀治（日语：大滝秀治）
- 多聞院 - 金田龍之介（日语：金田龍之介）
- 多聞院的女親玲 - 一之宮敦子（日语：一の宮あつ子）
- 養母 - 菅井欣（日语：菅井きん）
- 雛子 - 三田和代（日语：三田和代）
- 瑛子 - MITSUKO（日语：石井苗子）
- 純子 - 洞口依子（日语：洞口依子）
- 佐和 - 南麻衣子（日语：南麻衣子）
- 清香 - 黑田福美（日语：黒田福美）
- 壽 - 橋爪功（日语：橋爪功）
- 毛皮店女老闆 - 高瀨春奈（日语：高瀬春奈）
- 料亭女主人 - 杉山德子（日语：杉山とく子）
- 多聞院的太太 - 橫山道代（日语：横山道代）
- 蛭田次長 - 矢野宣（日语：矢野宣）
- 瀨川菊之丞 - 加藤善博（日语：加藤善博）
- 醫生（犬飼的弟弟） - 押阪忍（日语：押阪忍）
- 總理 - 東野英治郎（日语：東野英治郎）
- 鶴丸 - 北村和夫（日语：北村和夫）
- 犬飼 - 寶田明
- 大倉善武 - 島田正吾（日语：島田正吾）

## 製作人員
- 監製 - 玉置泰
- 導演、編劇 -伊丹十三
- 攝影 - 山崎善弘
- 剪輯 - 鈴木晄
- 音樂 - 本多俊之
- 美術 - 中村州志

## 外部連結
- 伊丹十三記念館 作品詳細「あげまん」 （页面存档备份，存于） （日語）
- あげまん - allcinema（日語）
- あげまん - KINENOTE（日語）
- Tales of a Golden Geisha - AllMovie（英文）
- 互联网电影数据库（IMDb）上《Tales of a Golden Geisha》的资料（英文）